# Hallatan de Hyarastorni
Hallatan de Hyarastorni fue el segundo hijo y único hijo varón de Cemendur, un noble menor de Númenor descendiente del rey Vardamir. Fue registrado como dueño de tierras en la región de Hyarastorni, cerca de las fronteras de Emerië.
Hallatan fue respetado por la gente de Mittalmar y representó a la región en el Consejo del Cetro. Más tarde, sirvió como el primer regente de Númenor cuando Tar-Aldarion viajó a la Tierra Media en 883 o 884.
Hallatan se convertiría en un miembro de la familia real cuando su hijo, Hallacar, se casó con Tar-Ancalimë, la primera reina gobernante de Númenor. Debido a su propiedad de rebaños de ovejas, Hallatan adquirió el epíteto Señor Oveja.
- Datos: Q10797461